# 尼尔斯·彼得森 (足球运动员)
尼尔斯·彼得森（德語：Nils Petersen，1988年12月6日—）是一名德国足球运动员。他在球場上司职前锋，也代表德國國家足球隊參加國際賽事。

## 職業生涯

### 早期生涯
彼得森出身於東德薩克森-安哈特州的韦尔尼格罗德。2005年2月，他加入了卡尔蔡斯耶拿的青年隊。2007年2月4日，他在一場由卡尔蔡斯耶拿對戰科隆的德乙聯賽中，上演職業首秀。

### 科特布斯
2009年1月6日，彼得森转会加盟德甲球隊科特布斯，但在2008–09賽季結束後，科特布斯慘遭降級至德乙聯賽。彼得森在2009–10賽季的冬歇期後，逐漸成為球隊主力，並在後半程中出場14次，打進9球。2010–11賽季，他迎來爆發。他在聯賽中出場33次並打進25球，成為當賽季的德乙最佳射手。2011年2月，他和科特布斯續約至2014年。

### 拜仁慕尼黑
2011年5月19日，德甲豪門拜仁慕尼黑宣布與彼得森簽下3年合約。同年9月10日，他在對陣弗萊堡的比賽中，打進他職業生涯的第一顆德甲進球。總結整個2011–12賽季，彼得森作為替補球員，出場機會不多。

### 雲達不萊梅
2012–13賽季，彼得森被租借至雲達不萊梅。他做為主力前鋒，打滿了整個賽季34場比賽，並攻進了11顆進球。2013年5月23日，彼得森完全轉會至雲達不萊梅，雙方簽下4年合約。

### 弗萊堡
2014–15賽季，彼得森淪為與之後的第三前鋒，隨後他在冬季轉會期時，被租借至弗萊堡。2015年1月30日，他首次為弗萊堡在聯賽中出賽即上演了帽子戲法。同年6月28日，他完全轉會至弗萊堡。2015–16賽季，他跟隨遭到降級的弗萊堡再度征戰德乙聯賽。回到德乙的彼得森重新找回進球的感覺。他於2015年7月27日舉行的德乙第一輪，由弗萊堡主場對陣紐倫堡的比賽中上演了帽子戲法。同年8月9日，他在德國足協盃第一輪對陣巴姆貝克-烏倫霍斯特的比賽中，打進了四顆進球。這個賽季，他在聯賽與盃賽中，共出場34次，打進25顆進球。除了帶領弗萊堡重回甲級之外，他個人也再度成為德乙最佳射手。

## 國家隊生涯
彼得森曾經代表德國U-19參加了2007年歐洲U-19足球錦標賽，並在對陣俄羅斯的比賽中打進了一個進球。他還曾入選U-20與U-21梯隊。
2016年夏天，他和拉斯·本德、斯文·本德兄弟一起，做為三名超齡球員之一參加了2016年夏季奧林匹克運動會。2016年8月10日，他在德國國奧隊以10-0大勝斐濟隊的比賽中，打進了五顆進球。在8月20日舉行的金牌戰中，他於比賽最後的PK大戰射失了關鍵一球，使德國隊錯失了金牌。。

## 榮譽

### 俱樂部
拜仁慕尼黑
- 德國超級盃冠軍：2012

 弗萊堡
- 德國足球乙級聯賽冠軍：2015–16

### 國家隊
德國國奧隊
- 夏季奧林匹克運動會銀牌：2016

### 個人
- 德國足球乙級聯賽最佳射手：2010–11、2015–16